# Oxira unica
Oxira unica là một loài bướm đêm trong họ Noctuidae.